# 1791 dans le catholicisme
Chronologie du catholicisme
- 1787
- 1788
- 1789
- 1790
- 1791
- 1792
- 1793
- 1794
- 1795

Cet article présente les faits marquants de l'année 1791 dans le catholicisme.

## Évènements
- 29 novembre : L'Assemblée nationale législative vote le Décret contre les prêtres réfractaires.
- 8 décembre : exécution de Paul Yun, un chrétien coréen, qui avait détruit les tablettes de ses ancêtres. Début de la répression du catholicisme en Corée[1].
- 19 décembre : Louis XVI met son veto à ce décret.

## Naissances
- 21 janvier : Padre Davide da Bergamo, religieux franciscain, organiste et compositeur italien († 24 juillet 1863)
- 6 février : Frederick Rese, prélat américain d'origine allemande, premier évêque de Détroit († 29 décembre 1871)
- 6 mars : David-Paul Drach, rabbin converti au catholicisme et bibliothécaire français († janvier 1865)
- 30 avril : Marie-Catherine Huot, religieuse canadienne, supérieure générale de la Congrégation de Notre-Dame de Montréal († 7 janvier 1869)
- 2 juin : 
  - Thomas Griffiths, prélat britannique, vicaire apostolique de Londres († 19 août 1847)
  - Alexis Basile Alexandre Menjaud, prélat français, archevêque de Bourges († 10 décembre 1861)
- 29 juin : Ugo Pietro Spinola, cardinal italien de la Curie, diplomate du Saint-Siège († 21 janvier 1858)
- 16 juillet : Jean-Pierre Sola, prélat français d'origine italienne, évêque de Nice († 31 décembre 1881)
- 21 juillet : Carlo Vizzardelli, cardinal italien de la Curie († 24 mai 1851)
- 11 août : Pierre Giraud, cardinal français, archevêque de Cambrai († 17 avril 1850)
- 6 septembre : Isidore Boullier, prêtre, juriste et auteur français († 21 mars 1844)
- 8 septembre : Martin Goihetxe, prêtre et écrivain basque († 12 juin 1859)
- 2 octobre : Sainte Bénédicte Cambiagio Frassinello, religieuse italienne, fondatrice des Bénédictines de la Providence († 21 mars 1858)
- 8 octobre : Pierre Chaignon, prêtre jésuite et auteur français († 20 septembre 1883)
- 19 octobre : Saint Gaétan Errico, prêtre italien, fondateur des Missionnaires des Sacrés Cœurs de Jésus et de Marie († 29 octobre 1860)
- 20 novembre : Ferrante Aporti, prêtre, théologien, pédagogue et homme politique italien († 14 novembre 1858)
- 25 décembre : Étienne Terme, prêtre français, fondateur des Sœurs de Saint-Régis († 12 décembre 1834)

## Décès
- 14 janvier : Gabriel Cortois de Quincey, prélat français, évêque de Belley (° 1714)
- 19 février : Pierantonio Serassi, prêtre et écrivain italien (° 17 février 1721)
- 13 mars : Pierre-François-Xavier de Reboul de Lambert, prélat français, dernier évêque de Saint-Paul-Trois-Châteaux (° 9 février 1704)
- 15 avril : Agustín Abad, prêtre jésuite et écrivain espagnol (° 14 janvier 1714)
- 22 avril : 
  - Dom Jean François, moine bénédictin et historien français (° 21 janvier 1722)
  - René Lecesve, prêtre, homme politique et révolutionnaire français, évêque constitutionnel de la Vienne (° 1er novembre 1733)
- 28 avril : Charles-Joseph de Raffélis de Saint-Sauveur, prélat français, évêque de Tulle (° 5 octobre 1725)
- 11 juin : Guidone Ferrari, prêtre jésuite, historien et poète italien (° 6 février 1717)
- 11 juillet : 
  - Giovanni de Gregorio, cardinal italien de la Curie (° 20 janvier 1729)
  - Louis-Marie de Nicolaÿ, prélat et homme politique français, évêque de Cahors (° 17 février 1729)
- 17 juillet : Martin Dobrizhoffer, prêtre jésuite, missionnaire et ethnologue autrichien (° 7 septembre 1717)
- 14 août : Jacques Jallet, prêtre et homme politique français (° 13 décembre 1732)
- 18 août : Jean Joseph André Montjallard, prêtre et homme politique français (° 9 février 1740)
- 27 août : Étienne Montgolfier, prélat sulpicien et missionnaire français, évêque de Québec (° 24 décembre 1712)
- 15 octobre : Lucien Bonaparte, prêtre français, archidiacre d'Ajaccio, grand-oncle de Napoléon Ier (° 8 janvier 1718)
- 6 octobre : Sainte Marie-Françoise des Cinq-Plaies, laïque italien, tertiaire franciscaine, stigmatisée (° 25 mars 1715)
- 16 novembre : Charles Rathier, prêtre et homme politique français (° 11 novembre 1747)
- 20 novembre : François Tristán de Cambón, prélat français, évêque de Mirepoix, ardent contre-révolutionnaire (° 1716)
- 8 décembre : Bienheureux Paul Yun Ji-chung, laïc coréen, martyr (° 1759)
- 15 décembre : Martial Melon de Pradou, prêtre et homme politique français (° 14 mars 1737)
- Date précise inconnue : Vittoria Marianna Riva, aristocrate et religieuse suisse (° 8 février 1714)